# ريتشل تشيونغ
ريتشل تشيونغ (بالصينية: 張緯晴) هي عازفة بيانو صينية، ولدت في 27 سبتمبر 1991 في هونغ كونغ في الصين.

## وصلات خارجية
- ريتشل تشيونغ على موقع ميوزك برينز (الإنجليزية)